# Cabussó nord-americà carablanc
El Cabussó nord-americà carablanc (Aechmophorus clarkii) és una espècie d'ocell de la família dels Podicipèdids (Podicipedidae) que habita llacs i badies del sud-oest del Canadà, oest dels Estats Units i centre de Mèxic. Les poblacions septentrionals es desplacen cap al sud a l'hivern.		